# Karl Gützlaff
Karl Friedrich August Gűtzlaff (8. července 1803, Pyrzyce, Pomořansko – 9. srpna 1851, Hongkong) byl německý sinolog a jeden z prvních evangelických misionářů na Dálném východě – v Thajsku, Koreji a Hongkongu.

## Život

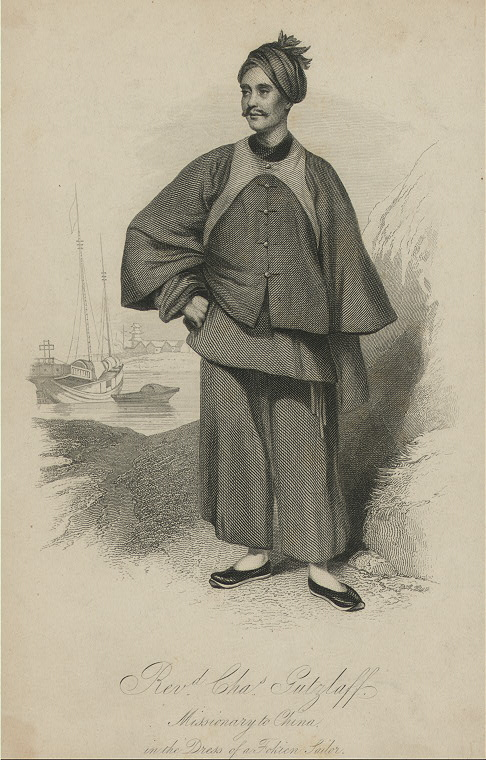
K. Gűtzlaff v tradičním oblečení čínské provincie Fu-ťien

Studoval v Berlíně na misijní škole Jana Jeníka a v Rotterdamu. Roku 1826 byl rotterdamskou misijní společností poslán do Batavie, dnešní Jakarty, kde se během dvouletého pobytu naučil čínsky. Odešel pak přes Singapur do Bangkoku a Macaa, odkud podnikal cesty po čínském pobřeží. R. 1835 vstoupil do anglických služeb jako tlumočník, později tajemník vyslanectva, čímž zvlášť v 1. opiové válce (1839–1842) svou znalostí poměrů a jazyka prokázal Anglii cenné služby.
R. 1844 zřídil v Hongkongu spolek pro vzdělávání domorodých misionářů. Někteří z nich byli skuteční konvertité, jiní však byli závislí na opiu a chtěli pouze získat peníze, a právě obětí jejich podvodů se Gűtzlaff nakonec stal. Hlásili mu případy náboženských konverzí a prodejů Nového zákona, přitom však ani nenavštívili místa, o kterých to tvrdili. Exempláře Nového zákona, které jim Gűtzlaff poskytl, prodali zpět vydavateli, který je pak Gűtzlaffovi prodal podruhé.

Gűtzlaff zemřel v Hongkongu v roce 1851, otřesen odhalením těchto podvodů. Našel však svého pokračovatele. Čínskou evangelizační společností (Chinese Evangelization Society), kterou založil, totiž prošel James Hudson Taylor, který se stal zakladatelem úspěšné Vnitročínské misie (China Inland Mission). 

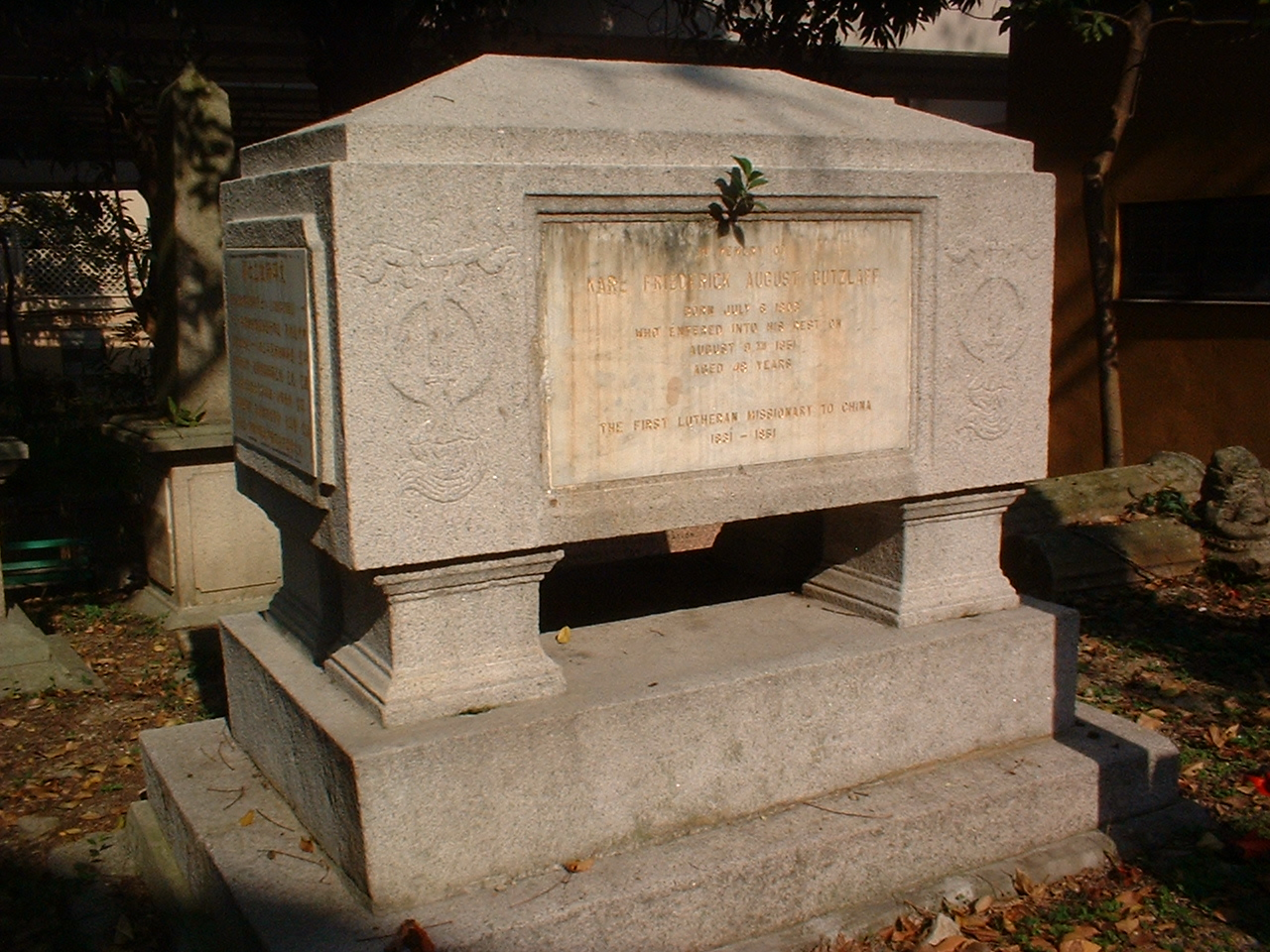
Hrob K. Gűtzlaffa v Hongkongu

Jedna z ulic Hongkongu nese na Gűtzlaffovu počest jeho jméno.

## Rodina
Gűtzlaff byl třikrát ženat. Poprvé se oženil v Singapuru v roce 1829, jeho ženou se stala misionářka Maria Newell. Byla to první svobodná žena s tímto posláním, která na Dálný východ přicestovala za London Missionary Society, což bylo naprosto ojedinělé. V roce 1831 však zemřela po porodu dvojčat, stejně jako jedno z dětí. Druhé se dožilo čtyř měsíců.
Znovu se Gűtzlaff oženil v roce 1834, jeho druhá žena vedla v Macau školu a domov pro slepce. Zemřela v roce 1849 v Singapuru. Potřetí se oženil s Dorothy Gabriel v Anglii roku 1850.

## Dílo
Gűtzlaff byl velmi plodným autorem a překladatelem – sepsal řadu evangelických traktátů, vydával čínský měsíčník, spolupracoval na překladu Bible do čínštiny, sám ji překládal do thajštiny a dalších dvou dialektů. Dále napsal např.:
- Journal of three voyages along the coast of China in 1831, 32, 33, Londýn, 1834
- China opened, 2 sv., 1838
- Geschichte des chinesischen Reiches, Stuttgart, 1847
- Die Mission in China, Berlín, 1850
- The life of Taou-Kuwang, Londýn, 1851
- Bericht seiner Reise von China nach England, Kassel, 1851